# باقلات
باقلات (بالفارسية: پاقلات) هي منطقة سكنية في محافظة فارس إيران التابعة لبلدة أشكنان مقاطعة لامرد.

## السكان
تقع هذه القرية في قسم كال وحسب إحصاءات سنة 2006 كان عدد سكانها 1,007 نمسة يعيشون في 189 مسكن.